# Protestas en Sudáfrica de 2021
Las protestas en Sudáfrica de 2021 fueron una serie de disturbios y protestas en las provincias sudafricanas de KwaZulu-Natal y Gauteng que comenzaron en Kwazulu-Natal en la noche del viernes 9 de julio de 2021. Los disturbios se extendieron luego a Gauteng en la noche del 11 de julio de 2021. Los disturbios comenzaron como una protesta tras el arresto y la detención del expresidente sudafricano Jacob Zuma, quien fue arrestado después de negarse a testificar en la Comisión Zondo, una investigación respaldada por el estado que investiga las acusaciones de corrupción durante su mandato como presidente de 2009 a 2018. Los disturbios comenzaron como protestas de sus partidarios en KwaZulu-Natal antes de escalar a saqueos y violencia generalizados en KwaZulu-Natal y Gauteng. La sentencia de prisión de Zuma y el veredicto por desacato al tribunal serían reservados por el Tribunal Constitucional de Sudáfrica el 12 de julio de 2021.

## Antecedentes

### La batalla legal de Jacob Zuma
Jacob Zuma fue acusado de corrupción en marzo de 2018, principalmente en relación con un trato de armas por valor de 30 000 millones de rand. La batalla legal ha continuado desde entonces, durante la cual el equipo legal de Zuma apeló por más tiempo para prepararse y tratar de que se desestime a los acusados. Durante el proceso judicial, Zuma ha estado ausente repetidamente del tribunal por razones médicas y falta de fondos. El caso ha pasado a la Corte Constitucional.

### Arresto de Jacob Zuma
Las protestas comenzaron el 8 de julio de 2021, luego de que el expresidente Jacob Zuma fuera condenado a 15 meses de cárcel el 29 de junio de 2021 por desacato al tribunal, luego de que se negara a comparecer ante una comisión que su gobierno nombró para investigar la presunta corrupción durante sus nueve años en el cargo. Se le dio hasta finales del 4 de julio para entregarse, después de lo cual la policía se vería obligada a arrestarlo. Sin embargo, el 3 de julio, el tribunal acordó escuchar su solicitud el 12 de julio.
Luego se ordenó al Servicio de Policía de Sudáfrica que lo arrestara antes del 7 de julio de 2021 si se negaba a rendirse. Simpatizantes se habían reunido cerca de su casa con armas para detener su arresto, pero se entregó a la policía el 7 de julio, y fue encarcelado en el Centro Correccional de Estcourt. Zuma impugnó su detención el 9 de julio en el Tribunal Superior de Pietermaritzburg por motivos de salud, pero fue rechazada. Su arresto provocó violentas protestas de sus partidarios, quienes apodaron su campaña como "Liberen a Jacob Zuma y cierren KZN", en la provincia de KwaZulu-Natal. Tras el arresto de Zuma, comenzaron las protestas generalizadas en todo el país, y sus partidarios pidieron su liberación.

## Disturbios y saqueos
El 9 de julio de 2021, el mismo día en que el tribunal superior de KwaZulu-Natal confirmó su condena y sentencia de prisión, comenzaron los disturbios. En algunas partes de KwaZulu-Natal se reportaron informes generalizados de violencia pública, robos y daños intencionales a la propiedad, con al menos 28 personas arrestadas y una carretera bloqueada. Los disturbios continuaron en la noche del domingo 11 de julio de 2021, cuando múltiples fuentes noticiosas indicaron informes de disparos y explosiones escuchados en centros comerciales locales y áreas residenciales. La violencia se intensificó rápidamente y, en la mañana del lunes 12 de julio de 2021, varias empresas y centros comerciales se vieron obligados a cerrar tras los saqueos y la violencia generalizados.

### Tensiones raciales
En la ciudad de mayoría india de Phoenix, KwaZulu-Natal, algunos de los residentes se habían armado para luchar contra los saqueadores. Esto, a su vez, avivó las tensiones raciales entre los ciudadanos sudafricanos negros e indios, y se informó que se produjeron varios ataques por motivos raciales. El Ministro de Relaciones Exteriores de la India, S. Jaishankar, planteó la cuestión de la seguridad de las personas de origen indio con la ministra de Relaciones Internacionales y Cooperación de Sudáfrica, Naledi Pandor, quien le aseguró que el gobierno estaba haciendo todo lo posible para restaurar la ley y el orden. El ministro de policía, Bheki Cele, declaró que el motivo principal detrás de los disturbios de Phoenix era criminal y que las cuestiones raciales eran secundarias. Confirmó que 20 personas habían muerto en la ciudad durante los disturbios. También advirtió a la gente que no se deje engañar por noticias falsas diseñadas para aumentar las tensiones raciales..

### Respuesta del estado
Inicialmente, el Servicio de Policía de Sudáfrica (SAPS) se desplegó en el distrito de Nkandla para controlar el número de protestas en la zona. Durante el fin de semana, mientras el Servicio de Policía de Sudáfrica (SAPS) luchaba por contener los saqueos a gran escala y los daños a la infraestructura. Aumenta la presión sobre el gobierno para que despliegue el ejército. En la mañana del lunes 12 de julio de 2021, la Fuerza de Defensa Nacional de Sudáfrica (SANDF) se desplegó en Gauteng y KwaZulu-Natal.
El 12 de julio de 2021, el presidente Cyril Ramaphosa se dirigió a los disturbios y dijo que los actos de violencia pública "rara vez se han visto" en la Sudáfrica democrática. Ramaphosa se refirió a los disturbios como actos oportunistas de violencia, citando la falta de agravio, ni ninguna causa política, que pueda justificar la destrucción por parte de los manifestantes. Destacó la Constitución de Sudáfrica, que garantiza el derecho de todos a expresarse, pero afirmó que las víctimas de la violencia que se desarrolla son los trabajadores, los camioneros, los empresarios, los padres de los que perdieron la vida no han hecho nada equivocado. Continuó discutiendo el impacto de los disturbios en el lanzamiento de la vacuna COVID-19, afirmando que el lanzamiento se ha interrumpido drásticamente después de reveses anteriores. También señaló cómo la economía del país enfrentaría más desafíos debido a la inseguridad alimentaria y de medicamentos resultante de los disturbios. También se discutió el despliegue de SANDF para ayudar a poner fin a los disturbios. El mismo día, la Corte Constitucional de Sudáfrica se reservó su sentencia anterior y rechazó la propuesta de Zuma de rescindir su sentencia de prisión. Como resultado de la decisión, se requiere que Zuma permanezca en prisión hasta que sea al menos elegible para la libertad condicional en tres meses.

### Respuesta pública
Como resultado de que la respuesta estatal no logró sofocar los disturbios, las empresas de seguridad privada, los taxistas, los civiles armados y los grupos parapoliciales han asumido funciones de aplicación de la ley protegiendo a las empresas y las comunidades de los disturbios y los saqueos. Las estaciones de servicio, los centros comerciales, los supermercados y la infraestructura de comunicaciones han sido vigilados por el público, a menudo con el apoyo de empresarios y corporaciones. Los grupos de vigilantes que protegen los suburbios y las empresas han trabajado de manera organizada para arrestar a los saqueadores y entregarlos a las autoridades, aunque de una manera a menudo violenta.